# Molophilus (Promolophilus) subnitens
Molophilus (Promolophilus) subnitens is een tweevleugelige uit de familie steltmuggen (Limoniidae). De soort komt voor in het Nearctisch gebied.